# Grigore Tocilescu

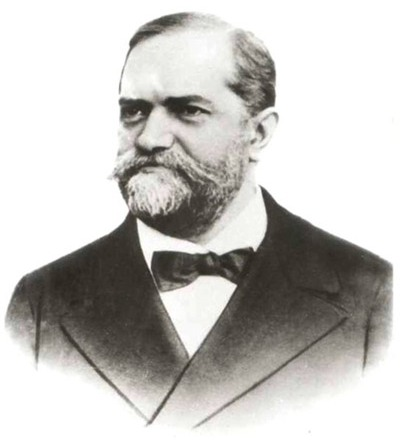
Grigore Tocilescu

Grigore George Tocilescu (* 26. Oktober 1850 in Fefelei; † 18. September 1909 in Bukarest) war ein rumänischer Historiker, Provinzialrömischer Archäologe, Epigraphiker, Folkloristiker und Hochschullehrer.

## Leben und Wirken
Grigore Tocilescu wurde 1850 in Fefelei, einem kleinen, zu Mizil im Kreis Prahova gehörenden Dorf in der Walachei als Sohn von George Tocilescu und Elena Tocilescu (geborene Brezeanu) geboren. Er besuchte zunächst die Schule in Ploiești und ging dann nach Bukarest, um am Colegiul Național „Sfântul Sava“ sein Abitur zu absolvieren. Anschließend studierte er bis 1877 in Bukarest, Prag und Wien Rechtswissenschaften, Klassische Philologie, Slavistik und Alte Geschichte. Sein Studium schloss er 1876 in Prag mit einer Promotion über die Geschichte des vorrömischen Dakiens ab.
Von 1877 bis 1878 war er Direktor des Muzeului Național de Antichități (Nationales Antikenmuseum). 1878 bis 1880 rundete er sein Studium an der École des Hautes-Études und am Collège de France in Paris ab. Von 1881 bis zu seinem Tode war er Professor für Alte Geschichte und Epigraphik an der Universität Bukarest und erneut Direktor des Muzeului Național de Antichități. Der – mit konservativer Ausrichtung – auch politisch aktive Tocilescu war darüber hinaus von 1881 bis 1885 als Generalsekretär des Ministeriums für öffentlichen Unterricht (Secretar general al Ministerului Instrucțiunii Publice) und von 1885 bis 1890 als Generalinspekteur des Ausbildungswesens (Inspector general al învățământului) tätig. Darüber hinaus fungierte er zuweilen als Senator für die Konservative Partei. Seit 1877 war er korrespondierendes, seit 1890 ordentliches Mitglied der Rumänischen Akademie. An der Akademie fungierte er von 1899 bis 1901 als Präsident der Abteilung für Literatur, von 1901 bis 1903 als Präsident der Abteilung für Geschichte und von 1907 bis zu seinem Tode als Vizepräsident der Akademie.
Seine 1880 erschienene Publikation Dacia înainte the Romani (Dakien vor den Römern) gilt als erstes Standardwerk über die Geschichte und Archäologie des vorrömischen Dakiens. Archäologische Feldforschungen führte er vor allem in der Dobrudscha und in Adamklissi durch. Durch die Untersuchungen in Adamklissi wurde er auch zu einem der Pioniere der Provinzialrömischen Archäologie in Rumänien. Mit Louis Jacobi war er befreundet, dessen Sohn Heinrich Jacobi leitete für Tocilescu in den Jahren 1895 und 1896 die Ausgrabungen in Adamklissi. Mit dem Bauforscher George Niemann arbeitete er dort eng zusammen und publizierte 1895 gemeinsam mit diesem und dem Althistoriker Otto Benndorf die Ergebnisse der Untersuchungen am Tropaeum Traiani.
Grigore Tocilescu starb 1809 im Alter von 58 Jahren.

## Schriften (Auswahl)
- Cumu se scrie la noi istoria. Bukarest 1873.
- Dacia înainte the Romani. Cercetări asupra  poporeloru carii au locuitu țierile romane de a stâng’a Dunării, mai înainte de concuista acestoru țieri de cotra imperatoriulu Traianu. Bukarest 1880.
- Manual de istoria româna. Pentru școlele secundare de ambe-sexe. Bukarest 1894.
- mit Otto Benndorf, George Niemann: Das Monument von Adamklissi. Tropaeum Traiani. Hoelder, Wien 1895.
- Marele Dicționar Geografic al României. 5 Bände, Bukarest 1898–1902.
- Fouilles et recherches archeologiques en Roumanie. Bukarest 1900.
- Materialuri Folkloristice. 3 Bände, Bukarest 1900.